# 메디치 예배당
메디치 예배당(이탈리아어: Cappelle medicee)은 이탈리아 피렌체에 위치한 예배당 두 곳을 가리키며, 16세기와 17세기 사이 산 로렌초 성당의 부속 건물로서 건설되었다. 두 개 건축물은 미켈란젤로가 설계한 사그레스티아 누오바 (신 성구실)과, 메디치 가문과 건축가들의 협업작이며 그 규모가 전자보다 큰 카펠라 데이 프린치피 (군주들의 예배당)이다. 이 시설물들의 목적은 산 로렌초 성당의 후원자들이자 토스카나 대공작들의 가문인 메디치 가문을 기념하기 위함이었다.

## 사그레스티아 누오바

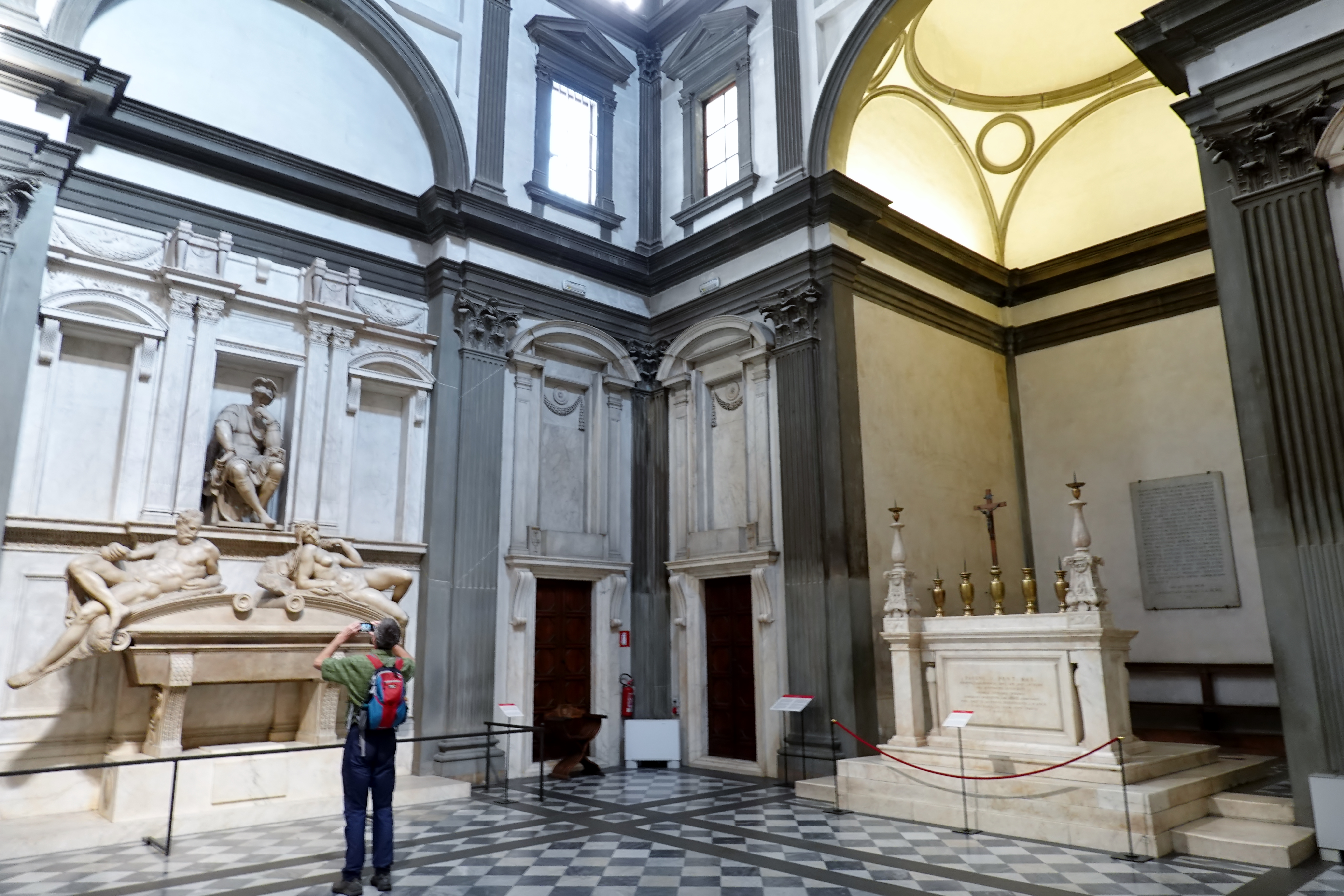
사그레스티아 누오바. 사진의 좌측은 우르비노 공작 로렌초 데 메디치의 무덤이며 우측은 제단이다.

간단히 줄여 메디치 예배당으로도 알려진 사그레스티아 누오바 또는 신 성구실은 줄리오 데 메디치 추기경과 그의 조카 교황 레오 10세 등이 메디치 가문원들을 위한 장례 목적의 소성당 또는 마우솔레움을 세울 목적으로 건축한 것이었다. 이 건축물은 산 로렌초의 좌측에 자리 잡은 필리포 브루넬레스키의 사그레스티아 베키아 (옛 성구실)와 균형을 이루며, 이 두 건축물은 의도적으로 대치하게 하였으며, '피에트라 세레나'라고 하는 회색으로 된 돔과 회반죽으로 된 벽면으로 둘러싸인 정육각형 모양의 구조를 공유하고 있다. 미켈란젤로의 건축 분야에 있어 첫 에세이(1519년–1524년) 주제였으며, 미켈란젤로는 또한 수 세대에 걸쳐 아키트레이브에 의지한 조각상들에게 영향을 줄 운명이었던 하루를 네 번의 시간으로 의인화시킨 조각들로써 메디치 가문의 특정 구성원들에게 헌정된 기념물들을 설계하기도 하였다. 사그레스티아 누오바는 현재는 폐쇄된 산 로렌초의 우측 익랑의 코너에 있는 조심스러운 입구를 통해 들어갔다.
1524년에 천장이 지어지기는 했지만, 메디치 가문의 일시적인 추방 (1527년), 최종적으로 교황 클레멘스 7세가 된 줄리오의 죽음, 1534년의 미켈란젤로의 로마로 영구적인 이주 등의 사건들 및 사그레스티아 누오바의 야심찬 조각 계획들은 미켈란젤로가 작업을 마치지 못 하게 하였다.
'성모자상'은 이 작업 중에 완성한 미켈란젤로의 첫 조각상이며, 이후의 조각상들 대부분은 미켈란젤로가 떠난 시기 쯤에 만들어진 것들로 예배당에 배치되지는 못했고 예배당 건너편에 무질서하게 놓였다. 이후인 1545년에, 이 조각상들을 니콜로 트리볼로가 성당에 설치하였고, 코시모 1세의 명으로, 조르조 바사리와 바르톨로메오 암만나티가 1555년경에 작업을 마쳤다.
네 개의 메디치 가문의 무덤이 건설 계획에 있었으나, 네 개 중에 로렌초 데 메디치와 그의 동생 줄리아노 데 메디치 (입구쪽 벽의 제단 아래에 안치됨) 등은 시공조차 하지 못 하였다. 현존하는 화려한 무덤들은 최근에 죽었고 덜 유명한 가문원들이며 비교적으로 이른 죽음으로 생애가 비극적으로 끊긴 자들인 느무르 공작 줄리아노 데 메디치 (1514년 죽음, 향년 37세)와 그의 조카 우르비노 공작 로렌초 디 피에로 [1519년 사망, 향년 27세 (그의 딸인 카테리나 데 메디치는 프랑스의 왕비가 되었다)]의 것이다. 이 무덤들의 건축적 요소들은 유사하면서도 대비를 보이는 조각들을 가지고 있다.
1976년, 신 성구당의 벽면에 미켈란젤로가 그린 그림이 남아있는 숨겨진 회랑이 발견되었다.

## 카펠라 데이 프린치피

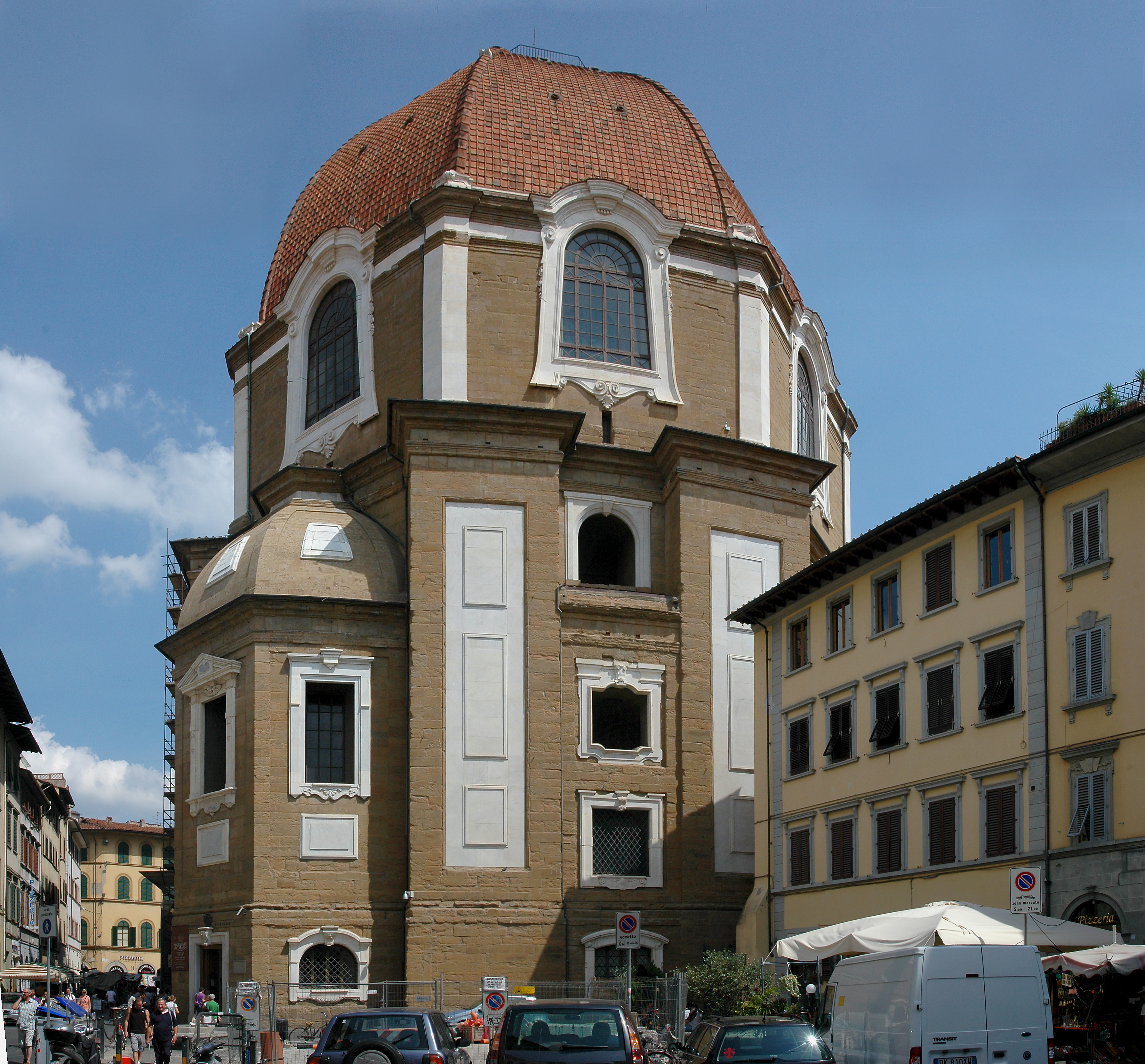
외부

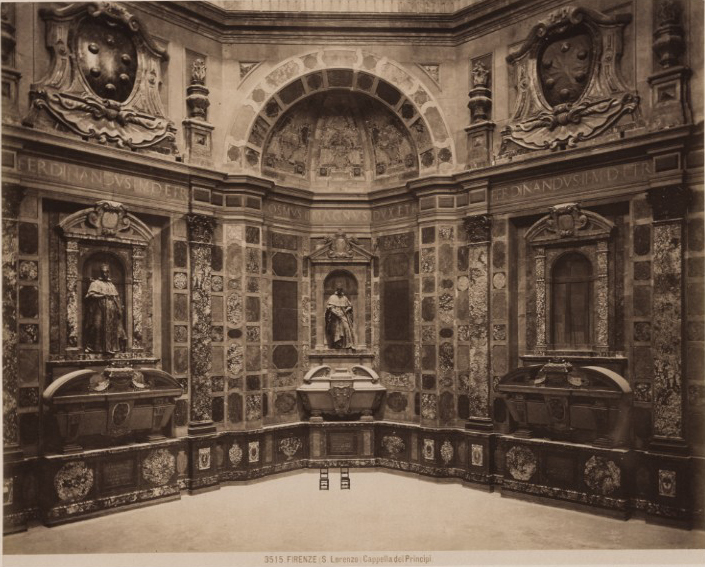
카펠라 데이 프린치피 내부를 찍은 19세기 사진

59 미터 높이의 돔으로 둘러싸인, 8각형 구조의 카펠라 데이 프린치피는 먼거리에서 보았을 때 산 로렌초에서 가장 눈에 띄는 부분이다. 제실과 평형 제공하는 신랑, 성단소 등과 동일한 축에 놓여 있다. 입구는 마돈나 델리 알도브란디니 광장에 위치한 외부에 있으며, 예배당 설계도가 만들어지기 이전에 베르나르도 부온탈렌티가 설계한 크립트를 통하여 접근한다.
코시모 1세 데 메디치가 고안해낸, 화려한 카펠라 데이 프린치피는 페르디난도 1세 데 메디치에 의해 실현되었다. 코시모 1세의 친자인 돈 조반니 데 메디치가 연 1602년의 비공식 경진 대회에서 제출된 스케치의 일부를 따라 마테오 니게티가 설계하였으며, 이 설계는 노년의 부온탈렌티가 건설을 맡으면서 변화하였다. 궁정 예술의 진정한 표현의 장이었던 이곳은 설계자들과 후원자들 간의 협력의 결과물이었다.
다채색으로 된 대리석 및 보석 등으로 이뤄진 뛰어난 대리석 상감 외장을 위해서, 오피피초 델레 피에트레 두레 (경질석 공작소)가 설립되었다. 피렌체에서 '콤메시'(commessi)라 불리는 미술은 벽면 전체를 뒤덮는 외장 디자인을 이루기 위하여 조각조각으로 되어 있는 보석과 반암들을 끼워 맞추는 방식이다. 이 결과물에 대해서 18세기-19세기 방문자들은 탐탁지 않게 여겼지만, 그 시대의 취향에 대한 예시로 인정받았다. 커다란 여섯 개 사르코파구스는 비어있는데 메디치 가문원들의 유해는 아래의 크립트로 옮겨졌다. 다도의 16개 공간들에는 메디치 가문의 통치 하에 있는 토스카나 지역의 도시들의 문장들이 있다. 메디치 가문원들의 조각들을 담기 위함이던 벽감 내에, 피에트로 타카(1626년–1642년)가 제작한 페르디난도 1세와 코시모 2세를 표현한 조각상 두 개가 있었다.

## 참고 문헌
- Edith Balas, "Michelangelo's Medici Chapel: A New Interpretation", Philadelphia, 1995
- Barenboim, Peter (with Heath, Arthur). 500 years of the New Sacristy: Michelangelo in the Medici Chapel, LOOM, Moscow, 2019. ISBN 978-5-906072-42-9
- Peter Barenboim, "Michelangelo Drawings: Key to the Medici Chapel Interpretation", Moscow, Letny Sad, 2006, ISBN 5-98856-016-4
- Peter Barenboim, Alexander Zakharov, "Mouse of Medici and Michelangelo: Medici Chapel / Il topo dei Medici e Michelangelo: Cappelle Medicee", Mosca, Letni Sad, 2006. ISBN 5-98856-012-1
- Peter Barenboim, Sergey Shiyan, Michelangelo: Mysteries of the Medici Chapel, SLOVO, Moscow, 2006. ISBN 5-85050-825-2
- Peter Barenboim, Sergey Shiyan, Michelangelo in the Medici Chapel: Genius in details (English, Russian). Moscow, Looom, 2011, ISBN 978-5-9903067-1-4
- James Beck, Antonio Paolucci, Bruno Santi, "Michelangelo. The Medici Chapel", Thames and Hudson, New York, 1994, ISBN 0-500-23690-9
- Panofsky, Erwin. (1964). “The Mouse That Michelangelo Failed to Carve” (PDF) Essays In Memory of Karl Lehmann판. N.Y.: Institute of Fine Arts, New York University: 242–255.
- Barenboim P. D. / Peter Barenboim. (2017). “The Mouse that Michelangelo Did Carve in the Medici Chapel: An Oriental Comment to the Famous Article of Erwin Panofsky”.
- William E. Wallace,"Michelangelo at San Lorenzo: Genius as Entrepreneur", Cambridge University Press, 1995, ISBN 0-521-41021-5
- Baldini, Umberto (1973). 《Michelangelo scultore》 (이탈리아어). Rizzoli.
- González, Marta Alvarez (2008). 《Michelangelo》 (이탈리아어) Nuova판. Milano: Mondadori arte. ISBN 978-88-370-6434-1.